# Arturo Acevedo (padre)
Arturo Acevedo (Buenos Aires, 13 de mayo de 1891 - Buenos Aires, 6 de mayo de 1968) fue un ingeniero y empresario argentino, que fundó la empresa siderúrgica Acindar, dirigió la siderúrgica estatal Somisa e incursionó en política al ser designado Ministro de Obras y Servicios Públicos por el presidente Arturo Frondizi en 1961.

## Inicios, Ferrocarriles del Estado y otras empresas públicas
Arturo Acevedo, hijo de un inmigrante uruguayo, estudió en la Universidad de Buenos Aires, donde se recibió de ingeniero civil en el año 1915, con diploma de honor.
Al año siguiente se incorporó a la Empresa Ferrocarriles del Estado, donde fue jefe de la División Conservación y colaboró en la construcción del ramal ferroviario a Chile actualmente conocido como Tren de las Nubes.
Fue profesor de Ferrocarriles en la Facultad de Ciencias Exactas. Construyó varios edificios importantes del Gran Buenos Aires, y participó en la construcción de caminos como el de Buenos Aires a Mar del Plata, actual Autovía 2, y el de Mendoza a Santiago de Chile. También tendió vías férreas, como la de Embarcación a la ciudad de Formosa.

### Fundación de Acindar
Al principio de la década del 40, Acevedo se asoció con otro empresario de apellido Shaw en la empresa constructora Acevedo y Shaw.
La escasez de importaciones de elementos básicos para la industria y la construcción provocada por la Segunda Guerra Mundial llevó al estado nacional a promover la siderurgia local. Junto a los esfuerzos estatales tuvo lugar un notable esfuerzo privado, dirigido por los ingenieros José María Aragón y Arturo Acevedo, que se propusieron fabricar hierros para la construcción y para la industria, tanto a partir del acero que produjera el estado como de hierro importado.
De la unión de la empresa de Acevedo y Shaw con Construcciones Civiles de Aguirre y Aragón se formó la empresa Acindar, cuyo nombre era un apócope de Aceros Industria Argentina. La sociedad se constituyó en 1942. Su capital inicial era de un millón de pesos, y al año siguiente era ya una sociedad anónima, con un capital total de tres millones, ya que colocaron acciones entre unos 8000 pequeños accionistas; su primer presidente fue Acevedo, que ejerció ese cargo desde entonces hasta su fallecimiento, excepto por el breve lapso en que ocuparía un cargo ministerial. La empresa obtuvo asesoramiento técnico de la norteamericana Republic Steel Co., que retribuyeron con una participación del 10% del capital.
La fábrica se estableció en la ciudad de Rosario, una ciudad portuaria y nudo ferroviario sencillo de abastecer desde el exterior y el interior del país. Otra de las razones para elegir el sur de la provincia de Santa Fe fue la abundancia de mano de obra barata en la zona, producto de un cambio sustancial en las formas de producción agrícola que se estaba dando en esa época, que dejaba muchos miles de chacareros sin trabajo.
Pese a que la fábrica estaba instalada sobre un puerto que comunica con el Océano Atlántico, el temor a la flota de guerra alemana obligó a que la maquinaria —traída enteramente desde los Estados Unidos— llegara por Chile. Las pruebas de producción se iniciaron en 1942, y su primera colada se produjo a mediados de 1943, año en que totalizó una producción de 3506 toneladas de hierro.

### Acindar en Villa Constitución
En julio de 1947, el general Manuel Savio fundó la empresa estatal Somisa, proponiendo “producir acero en el país utilizando minerales y combustibles argentinos”, y al año siguiente logró la sanción de la Ley 12.987, que declaró el monopolio estatal de las usinas productoras de acero. Pero la empresa estatal tardaría catorce años en ser puesta en marcha, ya que logró su primer colada en mayo de 1961.
En 1948 se inició la construcción de una segunda fábrica, mucho mayor que las anteriores, en Villa Constitución, a mitad de camino entre Rosario y San Nicolás de los Arroyos, donde Somisa había decidido instalar sus altos hornos. También compraron terrenos sobre el río Paraná para construir un puerto, además de negociar un acceso ferroviario a su fábrica, con sus propios vagones y locomotoras. La planta estuvo lista en el año 1951, con una capacidad instalada de 250 000 toneladas, que se sumaban a las 100 000 toneladas que producía la planta de Rosario.
En el año 1945, Acevedo había fundado el Centro de Industriales Siderúrgicos, dedicado a concientizar a las autoridades de la importancia de desarrollar la siderurgia. A largo plazo, funcionaría como un lobby empresario, cuyo objetivo era obtener todo tipo de beneficios impositivos de los gobiernos nacionales, provinciales y municipales para sus empresas. Apoyó visiblemente al gobierno de Juan Domingo Perón, y obtuvo muchos beneficios del mismo, como la Ley de Fomento Industrial (Ley 3.458 de la Provincia de Santa Fe).
El crecimiento de Villa Constitución estuvo ligado a la instalación de Acindar y algunas otras fábricas, como la textil Cilsa S.A. —instalada en 1947— y la Aceitera de Brevier S.R.L., instalada en 1949 y adquirida por la Asociación de Cooperativas Argentinas en 1951. Su población era de 6203 habitantes en 1947, creciendo a 14 800 en 1960, a 25 148 en 1970 y a aproximadamente a 35 000 habitantes en 1975. Pero ese crecimiento se destacó por ser particularmente desordenado y haber dejado sin servicios esenciales a muchos barrios de la ciudad.
Por su parte, la producción de Acindar creció sostenidamente durante el gobierno de Perón, tanto como con la Revolución Libertadora y sus sucesores, alcanzando 330 787 Tn. en 1957 y 611 000 en 1972. En 1960, sus  empresas —incluidas Acindar y sus filiales Acinfer y Artmetal— producían entre el 30% y el 40% de los productos de hierro y acero no planos utilizados en el país.
Tras la Revolución Libertadora fue nombrado director de Somisa.

### Ministro de Obras Públicas
Renunció a todos sus cargos empresariales en abril de 1961, cuando el presidente Arturo Frondizi lo nombró ministro de Obras y Servicios Públicos. La idea de Frondizi era que el cargo fuera ejercido por un empresario que se había destacado por haber desarrollado las comunicaciones y provisiones de sus empresas. Pero también tenía el objetivo de iniciar la privatización de los Ferrocarriles Argentinos, que habían sido nacionalizados por Perón.
Poco después de asumir el cargo, Frondizi y el ministro Acevedo firmaron el decreto Nro. 4061/61, que incluía el despido de 80 000 obreros y empleados ferroviarios, más la “jubilación” acelerada de otros 20 000. También se ordenó la clausura de once talleres ferroviarios a lo largo del país, el levantamiento de 23 000 kilómetros de vías férreas, y la privatización de todos los servicios anexos de los ferrocarriles.
Pocos días después se firmaba otro decreto, modificando las condiciones de trabajo de los ferroviarios que no habían sido despedidos y alargando la jornada de trabajo. Estas medidas causaron un huelga de ferroviarios entre el 30 de octubre y el 10 de diciembre de ese año, uniéndose en el reclamo los dos sindicatos del sector: La Fraternidad y la Unión Ferroviaria. En respuesta, el gobierno de Frondizi decretó la militarización de los obreros, lo que significaba que se les privaba del derecho constitucional a la huelga y se los obligaba a ir a trabajar escoltados por fuerzas de la gendarmería.
Durante su gestión también se privatizó la Administración General de Transportes de Buenos Aires, que era dueña de varias líneas de tranvías y de muchas líneas de colectivos.

### Acindar y los últimos años de Acevedo
La empresa Acindar aprovechó el paso de Acevedo por el Ministerio de Obras Públicas, logrando la compra de las locomotoras y los rieles de los ramales levantados por el ministro a precio de chatarra.
Además el ministro dio a la empresa que había presidido y volvería a presidir la autorización para levantar una "planta siderúrgica integrada", sorteando la Ley Savio que lo prohibía expresamente. También se benefició de exenciones en los impuestos a las ventas, garantía del Estado para créditos bancarios y exención de derechos aduaneros.
Tras la caída del presidente Frondizi, Acevedo volvió a ser presidente de Acindar. En 1963, aprovechando la garantía estatal que él mismo había dado a la empresa, solicitó un importante crédito al Banco Mundial; la garantía le sería denegada —con lo que el crédito solicitado fracasó— por la dictadura de Juan Carlos Onganía en 1967.
Arturo Acevedo falleció en mayo de 1968 en Buenos Aires. Sus restos descansan en el Cementerio de la Recoleta.
Acindar pasó a ser dirigida por sus hijos Jorge y Arturo, que dirigirían la empresa hasta el año 1990. Ese último año, la empresa pasó a ser dirigida por Arturo Acevedo (nieto), que pocos años más tarde le vendería a la multinacional Arcelor Mittal, cuya sede está en Luxemburgo; no obstante, Arturo Acevedo continuó siendo el Director Ejecutivo de la misma.